# Memoriał Jana Strzeleckiego
Memoriał Jana Strzeleckiego – pierwsze w Polsce zawody w narciarstwie wysokogórskim (skialpinizmie) organizowane nieprzerwanie od 1989 roku.

## Historia
Idea organizacji w Polsce zawodów w narciarstwie wysokogórskim pojawiła się pod koniec lat osiemdziesiątych, pod wpływem udziału członków sekcji narciarskich Klubów Wysokogórskich z Krakowa i Warszawy w zawodach Trofeo Carlo Marsaglia organizowanych we Włoszech. Na początku 1989 r. po połączeniu sił obu tych Klubów we wspólnym wysiłku organizacyjnym i przy akceptacji Tatrzańskiego Parku Narodowego udało się rozegrać pierwsze zawody tego typu. Inicjatorem zawodów był Marek Głogoczowski, ówcześnie członek Klubu Wysokogórskiego Warszawa, następnie członek KW Kraków, który w porozumieniu i we współpracy z Karolem Życzkowskim, ówcześnie prezesem Sekcji Narciarskiej KW Kraków, autorem przewodnika skialpinistycznego po Tatrach, podjął się organizacji pierwszego Memoriału. Ponieważ kilka miesięcy wcześniej, w wieku 69 lat, zamordowany został w niewyjaśnionych okolicznościach w Warszawie znany narciarz i taternik, żołnierz Powstania Warszawskiego i opozycjonista - Jan Strzelecki, postanowiono nazwać tę imprezę Memoriałem jego imienia. Trasa tych zawodów wytyczona została w otoczeniu Hali Chochołowskiej z podbiegiem na Grześ, przez Rakoń, aż na Wołowiec skąd zawodnicy zjechali do Doliny Wyżniej Chochołowskiej. Brało w nich udział 13 dwuosobowych zespołów.
Aktualnie organizatorem Memoriału jest Sekcja Narciarstwa Wysokogórskiego Klubu Wysokogórskiego Kraków.
Główną ideą zawodów jest promowanie partnerstwa oraz wspólnego przebywania w górach, dlatego zawodnicy biorący udział w zawodach startowali w zespołach 2-osobowych. Prowadzone były oddzielne klasyfikacje dla zespołów męskich, żeńskich i mieszanych. Podczas zawodów od XXIX edycji przyznawana jest także dodatkowo Nagroda imienia Jorgusia Zachorowskiego za najdokładniej przewidziany swój czas podbiegu odcinka specjalnego. Na odrębnej trasie przeprowadzane są także zawody dla juniorów/kadetów.
Trasa i miejsce startu Memoriału Strzeleckiego zmieniane są co roku. W dwóch edycjach imprezy XX oraz XXXI przez złe warunki pogodowe zrezygnowano ze zjazdu na czas i klasyfikacja odbyła się na podstawie samego podbiegu. Edycja IV w roku 1992 zorganizowana została natomiast wspólnie z włoskimi zawodami XXI Trofeo Carlo Marsaglia. Dwukrotnie także zawody wykraczały poza granice Polski: IX Memoriał odbył się w Czarnohorze na Ukrainie, a trasa X Memoriału przebiegała przez Tatry Słowackie.
Do XXXIII edycji w 2021 roku zawody odbywały się w klasycznej formule, czyli obowiązkowego podbiegu i zjazdu na czas, fakultatywnej wycieczki bez pomiaru czasu oraz imprezy z ciepłym posiłkiem, podczas której ogłaszane były wyniki Memoriału.
Od edycji XXXIV Memoriał Strzeleckiego odbywa się w formule wyścigowej, gdzie czas mierzony jest od startu do przekroczenia linii mety wraz z przepinkami, a zawodnicy startują indywidualnie.
Od roku 2023 Memoriał Strzeleckiego zalicza się do Pucharu Polski w Narciarstwie Wysokogórskim.

## Trasy i wyniki zawodów

### XXXVII Memoriał Strzeleckiego – 2025
| Trasa      | Dolina Roztoki – Schronisko PTTK w 5 Stawach Polskich – Kozia Przełęcz – Zmarzły Staw - Przełęcz Zawrat - Dolina 5 Stawów Polskich - Wielki Staw Polski - Przedni Staw Polski | Dolina Roztoki – Schronisko PTTK w 5 Stawach Polskich – Kozia Przełęcz – Zmarzły Staw - Przełęcz Zawrat - Dolina 5 Stawów Polskich - Wielki Staw Polski - Przedni Staw Polski | Dolina Roztoki – Schronisko PTTK w 5 Stawach Polskich – Kozia Przełęcz – Zmarzły Staw - Przełęcz Zawrat - Dolina 5 Stawów Polskich - Wielki Staw Polski - Przedni Staw Polski |
| Uczestnicy | 57 zawodników i 4 juniorów | 57 zawodników i 4 juniorów | 57 zawodników i 4 juniorów |
| Zwycięzcy  | Mężczyźni OPEN | Kobiety OPEN | |
| 1 miejsce  | Michał Tuka (Skialpinista.sk/Nižná) | Iwona Górowska (Dynafit/Montiko) | |
| 2 miejsce  | Matus Danko (Skialpbobrovec) | Dorota Štorcelová (FFE) | |
| 3 miejsce  | Vladimir Jambrich (naholu.sk) | Veronika Vnenčáková (Dynafit) | |
|            | Mężczyźni KW Kraków | Kobiety KW Kraków | Ratownicy |
| 1 miejsce  | Piotr Andrzejewski | b.d. | Matúš Jurečka (MIMO) |
| 2 miejsce  | Michał Kaźmierczak | b.d. | Iwona Górowska (Dynafit/Montiko) |
| 3 miejsce  | Filip Kuźniak | b.d. | Damian Gaweł (KS Kandahar/GOPR Beskidy) |

| Nagroda im. Jorgusia Zachorowskiego | Nagroda im. Jorgusia Zachorowskiego |
| ----------------------------------- | ----------------------------------- |
| Renata Kormaniak (KS kandahar)      | Tomasz Żyrek (KS Kandahar)          |

Źródła: wspinanie.pl

### XXXVI Memoriał Strzeleckiego – 2024
| Trasa      | Schronisko PTTK na Hali Kondratowej – Kondracka Przełęcz – Kopa Kondracka - Schronisko PTTK na Hali Kondratowej – Kondracka Przełęcz – Kopa Kondracka - Schronisko PTTK na Hali Kondratowej – Dolina Goryczkowa – Hotel PTTK Kalatówki | Schronisko PTTK na Hali Kondratowej – Kondracka Przełęcz – Kopa Kondracka - Schronisko PTTK na Hali Kondratowej – Kondracka Przełęcz – Kopa Kondracka - Schronisko PTTK na Hali Kondratowej – Dolina Goryczkowa – Hotel PTTK Kalatówki | Schronisko PTTK na Hali Kondratowej – Kondracka Przełęcz – Kopa Kondracka - Schronisko PTTK na Hali Kondratowej – Kondracka Przełęcz – Kopa Kondracka - Schronisko PTTK na Hali Kondratowej – Dolina Goryczkowa – Hotel PTTK Kalatówki |
| Uczestnicy | 63 zawodników i 4 juniorów | 63 zawodników i 4 juniorów | 63 zawodników i 4 juniorów |
| Zwycięzcy  | Mężczyźni OPEN | Kobiety OPEN | |
| 1 miejsce  | Jan Elantkowski (TKN Tatra Team/Dynafit) | Iwona Januszyk (KS Kandahar) | |
| 2 miejsce  | Jakub Bachleda-Księdzularz (TKN Tatra Team/MR Guides) | Anna Tybor (KW Zakopane) | |
| 3 miejsce  | Oskar Śliwiński (KS Kandahar) | Anna Marcinkowska (KW Kraków) | |
|            | Mężczyźni KW Kraków | Kobiety KW Kraków | Ratownicy |
| 1 miejsce  | Piotr Andrzejewski | Anna Marcinkowska | Jan Elantkowski |
| 2 miejsce  | Marek Ząbik | Patrycja Rzeźniczek | Anna Tybor |
| 3 miejsce  | Krzysztof Styrna | b.d. | Paweł Elantkowski |

| Nagroda im. Jorgusia Zachorowskiego | Nagroda im. Jorgusia Zachorowskiego |
| ----------------------------------- | ----------------------------------- |
| Iwona Januszyk                      | Jakub Rawicki                       |

Źródła: wspinanie.pl

### XXXV Memoriał Strzeleckiego – 2023
| Trasa      | Schronisko PTTK Murowaniec - Kasprowy Wierch - Dolina Goryczkowa - Kasprowy Wierch - Dolina Goryczkowa - Kasprowy Wierch - Schronisko PTTK Murowaniec | Schronisko PTTK Murowaniec - Kasprowy Wierch - Dolina Goryczkowa - Kasprowy Wierch - Dolina Goryczkowa - Kasprowy Wierch - Schronisko PTTK Murowaniec | Schronisko PTTK Murowaniec - Kasprowy Wierch - Dolina Goryczkowa - Kasprowy Wierch - Dolina Goryczkowa - Kasprowy Wierch - Schronisko PTTK Murowaniec |
| Uczestnicy | 75 zawodników i 7 juniorów | 75 zawodników i 7 juniorów | 75 zawodników i 7 juniorów |
| Zwycięzcy  | Mężczyźni OPEN | Kobiety OPEN | |
| 1 miejsce  | Jan Elantkowski | Iwona Januszyk | |
| 2 miejsce  | Jakub Bachleda-Księdzularz | Beata Lassak | |
| 3 miejsce  | Karol Karpierz | Olga Łyjak | |
|            | Mężczyźni KW Kraków | Kobiety KW Kraków | Ratownicy |
| 1 miejsce  | Marek Ząbik | Patrycja Rzeźniczek | Matus Jurecka |
| 2 miejsce  | Szymon Molek | Anna Marcinkowska | Ivan Pobis |
| 3 miejsce  | Przemysław Tabiś | b.d. | Adrian Jandura |

| Nagroda im. Jorgusia Zachorowskiego | Nagroda im. Jorgusia Zachorowskiego |
| ----------------------------------- | ----------------------------------- |
| Iwona Januszyk                      | Jakub Bachleda-Księdzularz          |

Źródła: wspinanie.pl, pza.org.pl

### XXXIV Memoriał Strzeleckiego – 2022
| Trasa      | Wodogrzmoty Mickiewicza - Dolina Pięciu Stawów Polskich - Kozia Przełęcz - Kozia Dolinka - Zawrat - okolice Szpiglasowej Przełęczy - Schronisko w Dolinie Pięciu Stawów Polskich | Wodogrzmoty Mickiewicza - Dolina Pięciu Stawów Polskich - Kozia Przełęcz - Kozia Dolinka - Zawrat - okolice Szpiglasowej Przełęczy - Schronisko w Dolinie Pięciu Stawów Polskich | Wodogrzmoty Mickiewicza - Dolina Pięciu Stawów Polskich - Kozia Przełęcz - Kozia Dolinka - Zawrat - okolice Szpiglasowej Przełęczy - Schronisko w Dolinie Pięciu Stawów Polskich |
| Uczestnicy | 80 zawodników i 5 juniorów | 80 zawodników i 5 juniorów | 80 zawodników i 5 juniorów |
| Zwycięzcy  | Mężczyźni OPEN | Kobiety OPEN | |
| 1 miejsce  | Jan Elantkowski | Iwona Januszyk | |
| 2 miejsce  | Marcin Rzeszótko | Mirosława Witowska | |
| 3 miejsce  | Jakub Bachleda-Księdzularz | Anna Tybor | |
|            | Mężczyźni KW Kraków | Kobiety KW Kraków | Ratownicy |
| 1 miejsce  | Piotr Andrzejewski | Barbara Kościelniak | Marcin Rzeszótko |
| 2 miejsce  | Szymon Molek | Jola Matłosz | Michał Klamut |
| 3 miejsce  | Marek Ząbik | b.d. | Marcin Piętka |

| Nagroda im. Jorgusia Zachorowskiego | Nagroda im. Jorgusia Zachorowskiego |
| ----------------------------------- | ----------------------------------- |
| Anna Tybor                          | Zbigniew Kiełtyka                   |

Źródła: kw.krakow.pl, pza.org.pl

### XXXIII Memoriał Strzeleckiego – 2021
| Trasa      | Polana Chochołowska – Grześ – Rakoń – Długi Upłaz – Polana Chochołowska        | Polana Chochołowska – Grześ – Rakoń – Długi Upłaz – Polana Chochołowska | Polana Chochołowska – Grześ – Rakoń – Długi Upłaz – Polana Chochołowska |
| Uczestnicy | 55 zespołów 2-osobowych oraz 5 kadetów                                         | 55 zespołów 2-osobowych oraz 5 kadetów                                  | 55 zespołów 2-osobowych oraz 5 kadetów                                  |
| Zwycięzcy  | Zespoły męskie                                                                 | Zespoły żeńskie                                                         | Zespoły mieszane                                                        |
| 1 miejsce  | Jan Elantkowski, Kuba Bachleda Księdzularz (TKN Tatra Team)                    | Iwona Górowska, Julia Wajda (GOPR Bieszczady, SKTJ/KW Zakopane)         | Beata Bańka, Szymon Ziobrowski (TKN Tatra Team)                         |
| 2 miejsce  | Marcin Piętka, Karol Karpierz (KS Kandahar, GB GOPR/TKN Tatra Team)            | Veronika Volnárová, Dorota Štorcelová (SVK)                             | Barbara Kościelniak, Filip Kuźniak (KW Kraków)                          |
| 3 miejsce  | Jacek Żebracki, Szymon Zachwieja (KS Kandahar, TOPR/KS Kandahar, GOPR Podhale) | Małgorzata Czeczott, Monika Góźdź (UKA Warszawa/TKN Tatra Team)         | Magdalena Stachura, Stanisław Odróbka (KS Kandahar)                     |

Źródła: Wspinanie.pl

### XXXII Memoriał Strzeleckiego – 2020
| Trasa      | Polana Kalatówki – Kondracka Przełęcz – Kopa Kondracka – Dolina Kondratowa – Kasprowy Wierch – Polana Kalatówki | Polana Kalatówki – Kondracka Przełęcz – Kopa Kondracka – Dolina Kondratowa – Kasprowy Wierch – Polana Kalatówki | Polana Kalatówki – Kondracka Przełęcz – Kopa Kondracka – Dolina Kondratowa – Kasprowy Wierch – Polana Kalatówki |
| Uczestnicy | 51 zespołów 2-osobowych                                                                                         | 51 zespołów 2-osobowych                                                                                         | 51 zespołów 2-osobowych                                                                                         |
| Zwycięzcy  | Zespoły męskie                                                                                                  | Zespoły żeńskie                                                                                                 | Zespoły mieszane                                                                                                |
| 1 miejsce  | Mariusz Wargocki, Piotr Andrzejewski (KW Zakopane/1Liga Team)                                                   | Iwona Januszyk, Olga Łyjak (KS Kandahar, Alpinka Ski Trab/ATTIQ)                                                | Danuta Frydryszak, Piotr Kądziołka (KW Kraków)                                                                  |
| 2 miejsce  | Zbigniew Topór, Karol Karpierz (KS Kandahar/TKN Tatra Team)                                                     | Barbara Kościelniak, Barbara Barut-Skupień (KW Kraków/Speleoklub Bielsko-Biała)                                 | Marzena Szczepek, Paweł Grocholski (KW Zakopane/TKG Vertical)                                                   |
| 3 miejsce  | Artur Juszczak, Jerzy Kałuża (KW Jastrzębie-Zdrój)                                                              | Barbara Suchy, Anna Marcinkowska (SNW KW Kraków)                                                                | Weronika Półtawska, Marcin Struś (KW Kraków)                                                                    |

Źródła: Portal Tatrzański, Wspinanie.pl.

### XXXI Memoriał Strzeleckiego – 2019
| Trasa      | Schronisko w Dolinie Roztoka – Schronisko w Dolinie Pięciu Stawów Polskich | Schronisko w Dolinie Roztoka – Schronisko w Dolinie Pięciu Stawów Polskich | Schronisko w Dolinie Roztoka – Schronisko w Dolinie Pięciu Stawów Polskich |
| Uczestnicy | 28 zespołów 2-osobowych oraz 7 juniorów                                    | 28 zespołów 2-osobowych oraz 7 juniorów                                    | 28 zespołów 2-osobowych oraz 7 juniorów                                    |
| Zwycięzcy  | Zespoły męskie                                                             | Zespoły żeńskie                                                            | Zespoły mieszane                                                           |
| 1 miejsce  | Marcin Deja, Daniel Urbański                                               | Dorota Piasecka, Marta Szycman                                             | Weronika Półtawska, Jarosław Stempek                                       |
| 2 miejsce  | Kacper Kłoda, Dominik Cyran                                                | Anna Marcinkowska, Agnieszka Wyżkowska                                     | Dymitr Toniarz, Magdalena Tracz                                            |
| 3 miejsce  | Adam Tyszecki, Jarosław Prokop                                             | Natalia Kabacińska, Aleksandra Dziurkowska                                 | Barbara Kościelniak, Mateusz Czerwiak                                      |

Źródła: Zakopiańskie Towarzystwo Gospodarcze, Wspinanie.pl.

### XXX Memoriał Strzeleckiego – 2018
| Trasa      | Schronisko w Dolinie Chochołowskiej – Dolina Wyżnia Chochołowska – Rakoń – Wołowiec – Dolina Jarząbcza – Dolina Chochołowska | Schronisko w Dolinie Chochołowskiej – Dolina Wyżnia Chochołowska – Rakoń – Wołowiec – Dolina Jarząbcza – Dolina Chochołowska | Schronisko w Dolinie Chochołowskiej – Dolina Wyżnia Chochołowska – Rakoń – Wołowiec – Dolina Jarząbcza – Dolina Chochołowska |
| Uczestnicy | 50 zespołów 2-osobowych oraz 10 juniorów                                                                                     | 50 zespołów 2-osobowych oraz 10 juniorów                                                                                     | 50 zespołów 2-osobowych oraz 10 juniorów                                                                                     |
| Zwycięzcy  | Zespoły męskie | Zespoły żeńskie | Zespoły mieszane |
| 1 miejsce  | Piotr Kożuch, Jakub Przystaś                                                                                                 | Karolina Szews, Zofia Gutek                                                                                                  | Ewa Brzeska, Piotr Prusak |
| 2 miejsce  | Artur Juszczak, Piotr Krygowski                                                                                              | Ola Tyrna, Monika Wałaszek                                                                                                   | Weronika Półtawska, Grzegorz Siemieniec                                                                                      |
| 3 miejsce  | Tomasz Ostrowski, Jan Koza                                                                                                   | Kasia Filip-Pasek, Monika Pośpiech                                                                                           | Ula Zimny, Wiktor Lorens |

Źródła: Adventureoflife.pl, Wspinanie.pl, Sekcja Narciarstwa Wysokogórskiego KW Kraków.

### XXIX Memoriał Strzeleckiego – 2017
| Trasa      | Polana Kalatówki – Hala Kondratowa – Kopa Kondracka – Hala Kondratowa – Kasprowy Wierch – Polana Kalatówki | Polana Kalatówki – Hala Kondratowa – Kopa Kondracka – Hala Kondratowa – Kasprowy Wierch – Polana Kalatówki | Polana Kalatówki – Hala Kondratowa – Kopa Kondracka – Hala Kondratowa – Kasprowy Wierch – Polana Kalatówki |
| Uczestnicy | 28 zespołów 2-osobowych                                                                                    | 28 zespołów 2-osobowych                                                                                    | 28 zespołów 2-osobowych                                                                                    |
| Zwycięzcy  | Zespoły męskie                                                                                             | Zespoły żeńskie                                                                                            | Zespoły mieszane                                                                                           |
| 1 miejsce  | Piotr Krygowski, Artur Juszczak                                                                            | Marzena Szczepek, Magdalena Sitarz                                                                         | Joanna Gil, Michał Semow                                                                                   |
| 2 miejsce  | Mariusz Wargocki, Tomasz Brzeski                                                                           | b.d. | Marzena Szczepak, Magdalena Sitarz                                                                         |
| 3 miejsce  | b.d. | b.d. | b.d. |

Źródła: Outdoor Magazyn, Wspinanie.pl, Sekcja Narciarstwa Wysokogórskiego KW Kraków.

### XXVIII Memoriał Strzeleckiego – 2016
| Trasa      | Schronisko w Dolinie Chochołowskiej – Dolina Wyżnia Chochołowska – Rakoń – Grześ – Dolina Chochołowska | Schronisko w Dolinie Chochołowskiej – Dolina Wyżnia Chochołowska – Rakoń – Grześ – Dolina Chochołowska | Schronisko w Dolinie Chochołowskiej – Dolina Wyżnia Chochołowska – Rakoń – Grześ – Dolina Chochołowska |
| Uczestnicy | 35 zespołów 2-osobowych                                                                                | 35 zespołów 2-osobowych                                                                                | 35 zespołów 2-osobowych                                                                                |
| Zwycięzcy  | Zespoły męskie                                                                                         | Zespoły żeńskie                                                                                        | Zespoły mieszane                                                                                       |
| 1 miejsce  | Mariusz Wargocki, Jacek Żebracki (KW Zakopane, GOPR/KS Kandahar/Skitrab)                               | Magdalena Derezińska-Osiecka, Joanna Stępińska (Tatra Running Team, TKG Vertical)                      | Maciej Trznadel, Iwona Januszyk (KS Kandahar)                                                          |
| 2 miejsce  | Marcin Piętka, Tomasz Piętka (GOPR Beskidy, KS Kandahar)                                               | Ewa Czuchry, Weronika Półtawska (KW Warszawa, KW Kraków)                                               | Julia Wajda, Jan Myśliński (Bieszczady)                                                                |
| 3 miejsce  | Piotr Kożuch, Jakub Przystaś (GOPR Krynica, Alpinka Ski Trab)                                          | Zofia Gutek, Gabriela Gajny (Speleoklub Bielsko-Biała)                                                 | Aleksandra Chruściel, Krzysztof Banot (exploreonline.pl)                                               |

Źródła: Tatrzański Klub Górski VERTICAL, Sekcja Narciarstwa Wysokogórskiego KW Kraków.

### XXVII Memoriał Strzeleckiego – 2015
| Trasa      | Dolina Roztoka – Gęsia Szyja – Wodogrzmoty Mickiewicza – Schronisko w Dolinie Roztoki | Dolina Roztoka – Gęsia Szyja – Wodogrzmoty Mickiewicza – Schronisko w Dolinie Roztoki | Dolina Roztoka – Gęsia Szyja – Wodogrzmoty Mickiewicza – Schronisko w Dolinie Roztoki |
| Uczestnicy | 25 zespołów 2-osobowych                                                               | 25 zespołów 2-osobowych                                                               | 25 zespołów 2-osobowych                                                               |
| Zwycięzcy  | Zespoły męskie                                                                        | Zespoły żeńskie                                                                       | Zespoły mieszane                                                                      |
| 1 miejsce  | Tomasz Brzeski, Jakub Przystaś                                                        | Marta Krzeptowska, Maria Krzeptowska                                                  | Julia Wajda, Jan Myśliński                                                            |
| 2 miejsce  | Peter Volnar, Matus Venecak                                                           | Katarzyna Sikorska, Katarzyna Jakieła-Rzadkosz                                        | Iwona Januszyk, Tomasz Piętka                                                         |
| 3 miejsce  | Krzysztof Dudek, Maciej Trznadel                                                      | Monika Dybaś, Agnieszka Zielonka                                                      | Jiri Nakladal, Katerina Nakladalova                                                   |

Źródła: Wspinanie.pl, Sekcja Narciarstwa Wysokogórskiego KW Kraków.

### XXVI Memoriał Strzeleckiego – 2014
| Trasa      | Dolina Roztoki – Morskie Oko – Szpiglasowa Przełęcz – Wielki Staw Polski – Szpiglasowa Przełęcz – Dolina Pięciu Stawów Polskich | Dolina Roztoki – Morskie Oko – Szpiglasowa Przełęcz – Wielki Staw Polski – Szpiglasowa Przełęcz – Dolina Pięciu Stawów Polskich | Dolina Roztoki – Morskie Oko – Szpiglasowa Przełęcz – Wielki Staw Polski – Szpiglasowa Przełęcz – Dolina Pięciu Stawów Polskich |
| Uczestnicy | 26 zespołów 2-osobowych | 26 zespołów 2-osobowych | 26 zespołów 2-osobowych |
| Zwycięzcy  | Zespoły męskie | Zespoły żeńskie | Zespoły mieszane |
| 1 miejsce  | Tomasz Brzeski, Mariusz Wargocki                                                                                                | Maria Krzeptowska, Marta Krzeptowska                                                                                            | Julia Wajda, Jan Myśliński |
| 2 miejsce  | Jerzy Kwoczyński, Karol Karpierz                                                                                                | Weronika Półtawska, Maria Myślińska                                                                                             | b.d. |
| 3 miejsce  | b.d. | Agnieszka Mendys, Joanna Dulemba                                                                                                | b.d. |

Źródła: Zakopiańskie Towarzystwo Gospodarcze, Schronisko w Dolinie Roztoki, Wspinanie.pl, Sekcja Narciarstwa Wysokogórskiego KW Kraków.

### XXV Memoriał Strzeleckiego – 2013
| Trasa      | Schronisko w Dolinie Roztoki – Gęsia Szyja – Wodogrzmoty Mickiewicza – Próg Doliny Pięciu Stawów Polskich – Schronisko w Dolinie Roztoki | Schronisko w Dolinie Roztoki – Gęsia Szyja – Wodogrzmoty Mickiewicza – Próg Doliny Pięciu Stawów Polskich – Schronisko w Dolinie Roztoki | Schronisko w Dolinie Roztoki – Gęsia Szyja – Wodogrzmoty Mickiewicza – Próg Doliny Pięciu Stawów Polskich – Schronisko w Dolinie Roztoki |
| Uczestnicy | 54 zespoły 2-osobowe | 54 zespoły 2-osobowe | 54 zespoły 2-osobowe |
| Zwycięzcy  | Zespoły męskie | Zespoły żeńskie | Zespoły mieszane |
| 1 miejsce  | Marcin Piętka, Mariusz Wargocki | Klaudia Tasz, Simona Triznova | Anna Figura, Bartłomiej Korzeniowski |
| 2 miejsce  | Jacek Żebracki, Przemysław Sobczyk | Paulina Figura, Anna Tybor | Julia Wajda, Jan Myśliński |
| 3 miejsce  | Marcin Sikorski, Jakub Gąsior | Justyna Żyszkowska, Monika Góźdź | Ola Chruściel, Michał Ganszer |

Źródła: Uniwersytecki Klub Alpinistyczny, Schronisko w Dolinie Roztoki, Wspinanie.pl, Sekcja Narciarstwa Wysokogórskiego KW Kraków.

### XXIV Memoriał Strzeleckiego – 2012
| Trasa      | Hala Ornak – Iwaniacka Przełęcz – Ornak – Dolina Starej Roboty – Ornak – Dolina Starej Roboty – Iwaniacka Przełęcz – Hala Ornak | Hala Ornak – Iwaniacka Przełęcz – Ornak – Dolina Starej Roboty – Ornak – Dolina Starej Roboty – Iwaniacka Przełęcz – Hala Ornak | Hala Ornak – Iwaniacka Przełęcz – Ornak – Dolina Starej Roboty – Ornak – Dolina Starej Roboty – Iwaniacka Przełęcz – Hala Ornak |
| Uczestnicy | 41 zespołów 2-osobowych | 41 zespołów 2-osobowych | 41 zespołów 2-osobowych |
| Zwycięzcy  | Zespoły męskie | Zespoły żeńskie | Zespoły mieszane |
| 1 miejsce  | Tomasz Brzeski, Jakub Przystaś                                                                                                  | Maria Myślińska, Anna Tybor | Anna Figura, Bartłomiej Korzeniowski                                                                                            |
| 2 miejsce  | Szymon Zachwieja, Jacek Żebracki                                                                                                | Agnieszka Solik, Małgorzata Czeczot                                                                                             | Julia Wajda, Jan Myśliński |
| 3 miejsce  | Przemysław Sobczyk, Mariusz Wargocki                                                                                            | Ewa Czuchry, Aleksandra Dzik | Weronika Półtawska, Karol Życzkowski                                                                                            |

Źródła: Polski Związek Alpinizmu, Wspinanie.pl, Sekcja Narciarstwa Wysokogórskiego KW Kraków.

### XXIII Memoriał Strzeleckiego – 2011
| Trasa      | Schronisko w Dolinie Chochołowskiej – Grześ – Rakoń – Dolina Wyżnia Chochołowska – Rakoń – Schronisko w Dolinie Chochołowskie | Schronisko w Dolinie Chochołowskiej – Grześ – Rakoń – Dolina Wyżnia Chochołowska – Rakoń – Schronisko w Dolinie Chochołowskie | Schronisko w Dolinie Chochołowskiej – Grześ – Rakoń – Dolina Wyżnia Chochołowska – Rakoń – Schronisko w Dolinie Chochołowskie |
| Uczestnicy | 31 zespołów 2-osobowych | 31 zespołów 2-osobowych | 31 zespołów 2-osobowych |
| Zwycięzcy  | Zespoły męskie | Zespoły żeńskie | Zespoły mieszane |
| 1 miejsce  | Mariusz Wargocki, Szymon Zachwieja (PKL, GOPR Szczawnica)                                                                     | Małgorzata Czeczot, Justyna Żyszkowska (UKA Warszawa, Tatra MHW Team)                                                         | Maria Myślińska, Jan Myśliński (KW Zakopane)                                                                                  |
| 2 miejsce  | Tomasz Brzeski, Jakub Przystaś (KW Nowy Sącz, SN PTT Zakopane)                                                                | Klaudia Tasz, Agnieszka Szymaszek (KW Zakopane)                                                                               | Weronika Półtawska, Wojciech Nawalaniec (KW Kraków)                                                                           |
| 3 miejsce  | Przemysław Sobczyk, Mariusz Wargocki (KW Zakopane)                                                                            | Zofia Chruściel, Aleksandra Chruściel (Speleo Bielsko, SDG Speleo Dąbrowa Górnicza)                                           | Agnieszka Solik, Marcin Zwoliński (KS Kandahar)                                                                               |

Źródła: WATRA – Podhalański Serwis Informacyjny, Polski Związek Alpinizmu, Sekcja Narciarstwa Wysokogórskiego KW Kraków.

### XXII Memoriał Strzeleckiego – 2010
| Trasa      | Schronisko w Dolinie Roztoka – Schronisko w Dolinie 5 Stawów Polskich – Przełęcz Schodki – Schronisko w Dolinie 5 Stawów Polskich – Gęsia Szyja – Dolina Roztoka | Schronisko w Dolinie Roztoka – Schronisko w Dolinie 5 Stawów Polskich – Przełęcz Schodki – Schronisko w Dolinie 5 Stawów Polskich – Gęsia Szyja – Dolina Roztoka |
| Uczestnicy | 21 zespołów 2-osobowych | 21 zespołów 2-osobowych |
| Zwycięzcy  | Zespoły męskie | Zespoły mieszane / Zespoły żeńskie |
| 1 miejsce  | Mariusz Wargocki, Szymon Zachwieja (PKL, GOPR Szczawnica) | Katarzyna Buczyńska, Piotr Buczyński (TKN Sokół, Zakopane) |
| 2 miejsce  | Przemysław Sobczyk, Michał Stoch (Tatra Team) | Piotr Majchrzak, Zofia Chruściel |
| 3 miejsce  | Piotr Medoń, Marcin Piętka | b.d. |

Źródła: WATRA – Podhalański Serwis Informacyjny, Sekcja Narciarstwa Wysokogórskiego KW Kraków.

### XXI Memoriał Strzeleckiego – 2009
| Trasa      | Schronisko na Hali Ornak – Iwaniacka Przełęcz – Zadni Ornak – Iwaniacka Przełęcz – Dolina Starorobociańska – Ornak | Schronisko na Hali Ornak – Iwaniacka Przełęcz – Zadni Ornak – Iwaniacka Przełęcz – Dolina Starorobociańska – Ornak |
| Uczestnicy | 36 zespołów 2-osobowych                                                                                            | 36 zespołów 2-osobowych                                                                                            |
| Zwycięzcy  | Zespoły męskie | Zespoły mieszane / Zespoły żeńskie                                                                                 |
| 1 miejsce  | Mariusz Wargocki, Szymon Zachwieja (PKL, GOPR Szczawnica)                                                          | Klaudia Tasz, Przemysław Sobczyk (Tatra Team)                                                                      |
| 2 miejsce  | Andrzej Bargiel, Maciej Ziarko (Tatra Team)                                                                        | b.d. |
| 3 miejsce  | b.d. | b.d. |

Źródła: Polski Związek Alpinizmu, Sekcja Narciarstwa Wysokogórskiego KW Kraków.

### XX Memoriał Strzeleckiego – 2008
XV „Klasyczne” Mistrzostwa Polski w Narciarstwie Wysokogórskim
| Trasa      | Dolina Chochołowska – Dolina Wyżnia Chocholowska – Schronisko w Dolinie Chochołowskiej | Dolina Chochołowska – Dolina Wyżnia Chocholowska – Schronisko w Dolinie Chochołowskiej |
| Uczestnicy | 27 zespołów 2-osobowych                                                                | 27 zespołów 2-osobowych                                                                |
| Zwycięzcy  | Zespoły męskie                                                                         | Zespoły mieszane / Zespoły żeńskie                                                     |
| 1 miejsce  | Szymon Zachwieja, Jerzy Zachwieja (GOPR Szczawnica)                                    | Justyna Żyszkowska, Grzegorz Wiercioch (Tatra Team)                                    |
| 2 miejsce  | Bartłomiej Golec, Aleksander Szwed (KS Kandahar)                                       | b.d.                                                                                   |
| 3 miejsce  | b.d.                                                                                   | b.d.                                                                                   |

Źródła: Podhalański Serwis Informacyjny WATRA, Sekcja Narciarstwa Wysokogórskiego KW Kraków.

### XIX Memoriał Strzeleckiego – 2007
XIV „Klasyczne” Mistrzostwa Polski w Narciarstwie Wysokogórskim
| Trasa      | Morskie Oko – Szpiglasowa Przełęcz (zjazd na linie) – Dolina Pięciu Stawów Polskich – Kozi Wierch – Dolina Pięciu Stawów Polskich | Morskie Oko – Szpiglasowa Przełęcz (zjazd na linie) – Dolina Pięciu Stawów Polskich – Kozi Wierch – Dolina Pięciu Stawów Polskich |
| Uczestnicy | 29 zespołów 2-osobowych | 29 zespołów 2-osobowych |
| Zwycięzcy  | Zespoły męskie | Zespoły mieszane / Zespoły żeńskie                                                                                                |
| 1 miejsce  | Mariusz Wargocki, Szymon Zachwieja (PKL, GOPR Szczawnica)                                                                         | Justyna Żyszkowska, Tomasz Wiercioch (Tatra Team)                                                                                 |
| 2 miejsce  | Jerzy Zachwieja, Tomasz Brzeski (GOPR Szczawnica, KW Nowy Sącz)                                                                   | b.d. |
| 3 miejsce  | b.d. | b.d. |

Źródła: Podhalański Serwis Informacyjny WATRA, Klub Skialpinistyczny KANDAHAR, Sekcja Narciarstwa Wysokogórskiego KW Kraków.

### XVIII Memoriał Strzeleckiego – 2006
XIII „Klasyczne” Mistrzostwa Polski w Narciarstwie Wysokogórskim
| Trasa      | Hala Ornak – Polana Zahradziska – „Piec” – Polana Zahradziska – Hala Ornak – Dolina Tomanowa | Hala Ornak – Polana Zahradziska – „Piec” – Polana Zahradziska – Hala Ornak – Dolina Tomanowa |
| Uczestnicy | 20 zespołów 2-osobowych                                                                      | 20 zespołów 2-osobowych                                                                      |
| Zwycięzcy  | Zespoły męskie                                                                               | Zespoły mieszane / Zespoły żeńskie                                                           |
| 1 miejsce  | Adam Gomola, Mariusz Wargocki (Kandahar, PKL Zakopane)                                       | Justyna Żyszkowska, Helena Gąsienica-Roj (KW Zakopane)                                       |
| 2 miejsce  | Andrzej Bargiel, Szymon Stopka (KW Zakopane)                                                 | b.d.                                                                                         |
| 3 miejsce  | b.d.                                                                                         | b.d.                                                                                         |

Źródła: Podhalański Serwis Informacyjny WATRA, Polski Związek Alpinizmu, Sekcja Narciarstwa Wysokogórskiego KW Kraków.

### XVII Memoriał Strzeleckiego – 2005
XII „Klasyczne” Mistrzostwa Polski w Narciarstwie Wysokogórskim
| Trasa      | Dolina Roztoki – Dolina 5 Stawów Polskich – Kozia Przełęcz – Kozia Dolinka – Zawrat – Przełęcz Schodki – Dolina 5 Stawów Polskich | Dolina Roztoki – Dolina 5 Stawów Polskich – Kozia Przełęcz – Kozia Dolinka – Zawrat – Przełęcz Schodki – Dolina 5 Stawów Polskich |
| Uczestnicy | 20 zespołów 2-osobowych | 20 zespołów 2-osobowych |
| Zwycięzcy  | Zespoły męskie | Zespoły mieszane / Zespoły żeńskie                                                                                                |
| 1 miejsce  | Peter Sviatojansky, Milan Madaj (Štrbské Pleso, Žiarska Dolina, Słowacja)                                                         | Aleksandra Buczyńska, Jędrzej Malinowski (KW Zakopane)                                                                            |
| 2 miejsce  | Tomasz i Maciej Gąsienica-Mikołajczyk (TOPR Zakopane)                                                                             | b.d. |
| 3 miejsce  | b.d. | b.d. |

Źródła: Polskie Niezależne Media, Polski Związek Alpinizmu, Sekcja Narciarstwa Wysokogórskiego KW Kraków.

### XVI Memoriał Strzeleckiego – 2004
XI „Klasyczne” Mistrzostwa Polski w Narciarstwie Wysokogórskim
| Trasa      | Dolina Chocholowska – Dolina Wyżnia Chochołowska – Dolina Chochołowska – pod Grzesia – Dolina Chochołowska | Dolina Chocholowska – Dolina Wyżnia Chochołowska – Dolina Chochołowska – pod Grzesia – Dolina Chochołowska |
| Uczestnicy | 24 zespoły 2-osobowe                                                                                       | 24 zespoły 2-osobowe                                                                                       |
| Zwycięzcy  | Zespoły męskie                                                                                             | Zespoły mieszane / Zespoły żeńskie                                                                         |
| 1 miejsce  | Miroslav Novak, Rudo Kapusta (Žiarska Dolina, Słowacja)                                                    | Martina Dobos, Vladymir Devaty (Žiarska Dolina, Słowacja)                                                  |
| 2 miejsce  | Jacek Żebracki, Szymon Zachwieja (GOPR Szczawnica)                                                         | b.d. |
| 3 miejsce  | b.d. | b.d. |

Źródła: Polski Związek Alpinizmu, Sekcja Narciarstwa Wysokogórskiego KW Kraków.

### XV Memoriał Strzeleckiego – 2003
X „Klasyczne” Mistrzostwa Polski w Narciarstwie Wysokogórskim
| Trasa      | Hala Ornak – Tomanowa Przełęcz – Ciemniak – Czerwone Wierchy – Hala Kondratowa – Hala Ornak | Hala Ornak – Tomanowa Przełęcz – Ciemniak – Czerwone Wierchy – Hala Kondratowa – Hala Ornak |
| Uczestnicy | 24 zespoły 2-osobowe                                                                        | 24 zespoły 2-osobowe                                                                        |
| Zwycięzcy  | Zespoły męskie                                                                              | Zespoły mieszane / Zespoły żeńskie                                                          |
| 1 miejsce  | Adam Matuszny, Adam Gomola (KS Kandahar)                                                    | Magda Fiszer, Porot Pakonski (KW Gliwice i KW Kraków)                                       |
| 2 miejsce  | Marcin Nędza-Chotarski, Andrzej Chrobak (KW Zakopane)                                       | b.d.                                                                                        |
| 3 miejsce  | b.d.                                                                                        | b.d.                                                                                        |

Źródło: Sekcja Narciarstwa Wysokogórskiego KW Kraków.

### XIV Memoriał Strzeleckiego – 2002
IX „Klasyczne” Mistrzostwa Polski w Narciarstwie Wysokogórskim
| Trasa      | Dolina Roztoki – Dolina Pięciu Stawów Polskich – Przełęcz Schodki – Kozi Wierch – Schronisko w Dolinie Pięciu Stawów Polskich |
| Uczestnicy | 26 zespołów 2-osobowych |
| Zwycięzcy  | OPEN |
| 1 miejsce  | Dušan Trizna, Milan Madaj (Ski Klub Žiarska Dolina, Słowacja)                                                                 |
| 2 miejsce  | Milan Dancik, Miro Dancik (Ski Klub Žiarska Dolina, Słowacja)                                                                 |
| 3 miejsce  | Adam Matuszny, Adam Gomola (KS Koniaków)                                                                                      |

Źródło: Sekcja Narciarstwa Wysokogórskiego KW Kraków.

### XIII Memoriał Strzeleckiego – 2001
VIII Mistrzostwa Polski w Narciarstwie Wysokogórskim
| Trasa      | Dolina Roztoki – Dolina Pięciu Stawów Polskich – Dolina Kozia – Zawrat – Przełęcz Schodki – Schronisko w Dolinie Pięciu Stawów Polskich |
| Uczestnicy | 19 zespołów 2-osobowych |
| Zwycięzcy  | OPEN |
| 1 miejsce  | Maciej Cukier, Tomasz Gąsienica-Mikołajczyk (TOPR)                                                                                      |
| 2 miejsce  | Milan Dancik, Miro Dancik (Ski Klub, Žiarska Dolina, Słowacja)                                                                          |
| 3 miejsce  | Jan Konek, Richard Skolka (Ski Klub, Žiarska Dolina, Słowacja)                                                                          |

Źródło: Sekcja Narciarstwa Wysokogórskiego KW Kraków.

### XII Memoriał Strzeleckiego – 2000
VII Mistrzostwa Polski w Narciarstwie Wysokogórskim
| Trasa      | Hala Ornak – Dolina Kościeliska – Twardy Upłaz – Dolina Kościeliska – Hala Ornak |
| Uczestnicy | 27 zespołów 2-osobowych                                                          |
| Zwycięzcy  | OPEN                                                                             |
| 1 miejsce  | Martin Matušek, Pavol Ilk (Podbrezová, Słowacja)                                 |
| 2 miejsce  | Igor Fabricjus, Richard Ilk (Podbrezová, Słowacja)                               |
| 3 miejsce  | Adam Matuszny (KS Koniaków), Marcel Svoboda (Mosty, Czechy)                      |

Źródło: Sekcja Narciarstwa Wysokogórskiego KW Kraków.

### XI Memoriał Strzeleckiego – 1999
VI Mistrzostwa Polski w Narciarstwie Wysokogórskim
| Trasa      | Dolina Chochołowska – Grześ – Dolina Wyżnia Chochołowska – Rakoń – Grześ – Dolina Chochołowska |
| Uczestnicy | 16 zespołów 2-osobowych                                                                        |
| Zwycięzcy  | OPEN                                                                                           |
| 1 miejsce  | Maciej Cukier, Tomek Gąsienica-Mikołajczyk (TOPR)                                              |
| 2 miejsce  | Maciej Borowski (KW BB), Adam Gomola (KPT. Gliwice)                                            |
| 3 miejsce  | Szymon Gąsienica, Wojciech Mikołajczyk (TOPR)                                                  |

Źródło: Sekcja Narciarstwa Wysokogórskiego KW Kraków.

### X Memoriał Strzeleckiego – 1998
V Mistrzostwa Polski w Narciarstwie Wysokogórskim
| Trasa      | Tatry Słowackie: Dolina Chochołowska – Rakoń – Dolina Łatana – Rakoń – Dolina Chochołowska |
| Uczestnicy | 21 zespołów 2-osobowych                                                                    |
| Zwycięzcy  | OPEN                                                                                       |
| 1 miejsce  | Adam Matuszny (KW Kraków), Stanisław Heczko (SK Žiarska Dolina)                            |
| 2 miejsce  | Jan Krzysztof, Andrzej Lejczak (TOPR Zakopane)                                             |
| 3 miejsce  | Vladimír Trizna, Milan Dančík (SK Žiarska Dolina)                                          |

Źródło: Sekcja Narciarstwa Wysokogórskiego KW Kraków.

### IX Memoriał Strzeleckiego – 1997
IV Mistrzostwa Polski w Narciarstwie Wysokogórskim
| Trasa      | Czarnohora, Ukraina: Koźmieszczyk – Zaroślak – Pożyżewska – Howerla – Koźmieszczyk |
| Uczestnicy | 12 zespołów 2-osobowych                                                            |
| Zwycięzcy  | OPEN                                                                               |
| 1 miejsce  | Grzegorz Tarczewski, Olaf Grębowicz (GOPR Karkonosze)                              |
| 2 miejsce  | Tomasz Piórkowski, Jarosław Matras (GOPR Podhale)                                  |
| 3 miejsce  | Bohdan Kowalczyk (KW Łódź), Maciej Borowski (KW Bielsko Biała)                     |

Źródło: Sekcja Narciarstwa Wysokogórskiego KW Kraków.

### VIII Memoriał Strzeleckiego – 1996
III Mistrzostwa Polski w Narciarstwie Wysokogórskim
| Trasa      | Hala Ornak – Dolina Kościeliska – Czerwone Wierchy – Kopa Kondracka – Dolina Kościeliska |
| Uczestnicy | 25 zespołów 2-osobowych                                                                  |
| Zwycięzcy  | OPEN                                                                                     |
| 1 miejsce  | Milan Ciampor, Rudolf Kapusta (Zvolen, Słowacja)                                         |
| 2 miejsce  | Michal Krolak, Bohdan Budzak (Stary Smokovec)                                            |
| 3 miejsce  | Jan Tybor, Tomek Mikołajczyk-Gąsienica (GOPR Zakopane)                                   |

Źródło: Sekcja Narciarstwa Wysokogórskiego KW Kraków.

### VII Memoriał Strzeleckiego – 1995
II Mistrzostwa Polski w Narciarstwie Wysokogórskim
| Trasa      | Dolina Chochołowska – Grześ – Dolina Wyżnia Chochołowska – Rakoń – Dolina Chochołowska – Grześ |
| Uczestnicy | 20 zespołów 2-osobowych                                                                        |
| Zwycięzcy  | OPEN                                                                                           |
| 1 miejsce  | Michał Parocki, Adam Matuszny (KW Kraków)                                                      |
| 2 miejsce  | Peter Mudran, Juro Surma (HS – Žiarska Dolina)                                                 |
| 3 miejsce  | Lubo Suski, Peter Antoska (HS – Žiarska Dolina)                                                |

Źródło: Sekcja Narciarstwa Wysokogórskiego KW Kraków

### VI Memoriał Strzeleckiego – 1994
I Mistrzostwa Polski w Narciarstwie Wysokogórskim
| Trasa      | Dolina Roztoki – Dolina Pięciu Stawów Polskich – Szpiglasowy Wierch – Kozi Wierch – Dolina Pięciu Stawów Polskich |
| Uczestnicy | 19 zespołów 2-osobowych                                                                                           |
| Zwycięzcy  | OPEN |
| 1 miejsce  | Ratislav Frank, Miroslav Surma (HS – Žiarska Dolina)                                                              |
| 2 miejsce  | Peter Matos, Tibor Navojovsky (HS – Žiarska Dolina)                                                               |
| 3 miejsce  | Maciej Cukier, Jan Tybor (TOPR – Zakopane)                                                                        |

Źródło: Sekcja Narciarstwa Wysokogórskiego KW Kraków.

### V Memoriał Strzeleckiego – 1993
| Trasa      | Dolina Kościeliska – Czerwone Wierchy – Dolina Kondratowa – Dolina Małej Łąki – Hala Ornak |
| Uczestnicy |                                                                                            |
| Zwycięzcy  | OPEN                                                                                       |
| 1 miejsce  | Maciej Cukier, Jan Tybor (TOPR – Zakopane)                                                 |
| 2 miejsce  | Peter Schuler, Hubert Schopf (Bergrettung Schonwies, Tyrol – Austria)                      |
| 3 miejsce  | b.d.                                                                                       |

Źródło: Sekcja Narciarstwa Wysokogórskiego KW Kraków.

### IV Memoriał Strzeleckiego – 1992
Wspólnie z XXI TROFEO CARLO MARSAGLIA
| Trasa      | Dolina Chochołowska – Grześ – Rakoń – Wołowiec – Trzydniowiański Wierch – Starorobociański Wierch |
| Uczestnicy | 42 zespoły 2-osobowe                                                                              |
| Zwycięzcy  | OPEN                                                                                              |
| 1 miejsce  | Rastislav Frank, Dušan Trizna (HS Ziar-Tatry)                                                     |
| 2 miejsce  | Stefano Coter, Aurelio Massina (Recastello-Bergamo, Włochy)                                       |
| 3 miejsce  | Fabien Anselmet, Stefane Anselmet (Ski Club Bonneval, Francja)                                    |

Źródło: Sekcja Narciarstwa Wysokogórskiego KW Kraków.

### III Memoriał Strzeleckiego – 1991
| Trasa      | Dolina Roztoki – Morskie Oko – Szpiglasowa Przełęcz – Schronisko w Dolinie Pięciu Stawów Polskich |
| Uczestnicy | 25 zespołów 2-osobowych                                                                           |
| Zwycięzcy  | OPEN                                                                                              |
| 1 miejsce  | Peter Schuler, Hubret Schopf (Bergretung Schonwies, Tyrol – Austria)                              |
| 2 miejsce  | Ewald Bauman, Josef Vogele (Bergretung Schonwies, Tyrol – Austria)                                |
| 3 miejsce  | Grzegorz Kabała, Karol Życzkowski (KW Kraków)                                                     |

Źródło: Sekcja Narciarstwa Wysokogórskiego KW Kraków.

### II Memoriał Strzeleckiego – 1990
| Trasa      | Hala Ornak – Dolina Tomanowa – Tomanowy Wierch – Hala Ornak |
| Uczestnicy | 21 zespołów 2-osobowych                                     |
| Zwycięzcy  | OPEN                                                        |
| 1 miejsce  | Kazimierz Śmieszko (Jelenia Góra), Jan Wolf (KW Warszawa)   |
| 2 miejsce  | Paolo Rodigari, Giancarlo Fauro (Bormio – Włochy)           |
| 3 miejsce  | Peter Schuler, Hubert Schopf (Schonwies, Tyrol- Austria)    |

Źródło: Sekcja Narciarstwa Wysokogórskiego KW Kraków.

### I Memoriał Strzeleckiego – 1989
| Trasa      | Dolina Chochołowska – Grześ – Rakoń – Wołowiec – Dolina Wyżnia Chochołowska |
| Uczestnicy | 13 zespołów 2-osobowych                                                     |
| Zwycięzcy  | OPEN                                                                        |
| 1 miejsce  | Marek Głogoczowski, Roman Gąsienica-Samek (KW Warszawa)                     |
| 2 miejsce  | Kazimierz Śmieszko (Jelenia Góra), Jan Wolf (KW Warszawa)                   |
| 3 miejsce  | Zbigniew Adamczyk, Ireneusz Kołcon (KW Kraków)                              |

Źródło: Sekcja Narciarstwa Wysokogórskiego KW Kraków.